# فینال جام حذفی فوتبال انگلستان ۱۹۸۱
فینال جام حذفی فوتبال انگلستان ۱۹۸۱، رقابت پایانی جام حذفی فوتبال انگلستان در سال ۱۹۸۱ میلادی است که مابین دو تیم باشگاه فوتبال تاتنهام و باشگاه فوتبال منچستر سیتی در ورزشگاه ومبلی لندن برگزار شده‌است.
این مسابقه که در تاریخ ۹ مه ۱۹۸۱ انجام شده‌است با نتیجه ۱ بر ۱ به پایان رسید.
در بازی تکراری که در ۱۴ مه ۱۹۸۱ برگزار شد باشگاه فوتبال تاتنهام با نتیجه سه بر دو به پیروزی رسید.